# 粟津の戦い
粟津の戦い（あわづのたたかい）は、寿永3年1月20日（1184年3月4日）に近江国粟津にて行われた源義仲と源頼朝派遣の東国諸将との間の戦い。治承・寿永の乱の1つ。

## 経過
法住寺合戦後、源頼朝は弟の範頼・義経以下、傘下の東国諸将に義仲討伐を命じた。宇治川の戦いなどで敗れた義仲は後白河法皇を連行して京都を脱出しようと図るが、六条河原の戦いで再度敗れて、今井兼平らわずかの兵を連れて根拠地のある北陸への逃走を試みた。
義仲が近江国粟津に着いたところ、長年信濃国の支配を巡る争いで因縁があった一条忠頼率いる甲斐源氏軍と遭遇、最早戦力として成り立たなくなっていた義仲軍は潰滅し、残ったのは義仲・今井兼平・巴御前・手塚光盛・手塚別当の僅か5騎であった。義仲が別当に逃げよと促すが別当は躊躇する。更に光盛が別当に逃げよと催促するも別当は討死し、催促する間に光盛も敵に囲まれて討死。義仲が落ち延びよと巴に催促し、巴は義仲に最後の奉公と敵将恩田八郎の首をねじきり離脱する。辛うじて逃げ切った義仲に従うのは兼平のみであった。そこで義仲は覚悟して自害の場所を求めて粟津の松原に踏み込んだところ、馬の脚が深田に取られて動けなくなり、そこを顔面に矢を射られて討ち死にし、これを見た兼平も自害して、木曾源氏勢力は滅亡した。
なお、義仲を討った人物については『平家物語』『吾妻鏡』は三浦氏庶流の石田為久、『愚管抄』は義経配下の伊勢義盛と伝えている。

## ギャラリー

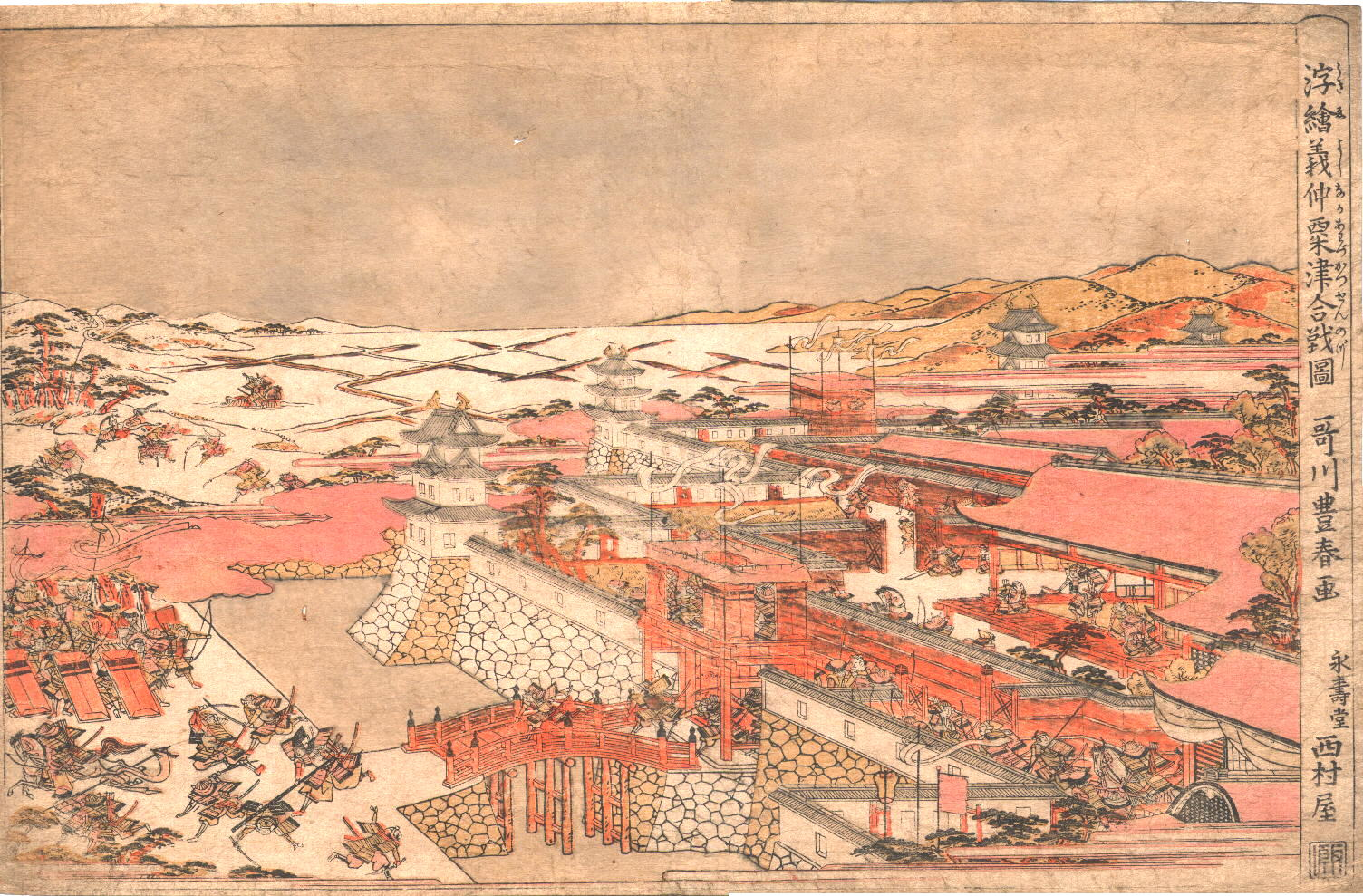
「粟津の戦い」、歌川豊春の浮世絵（1760年代）。
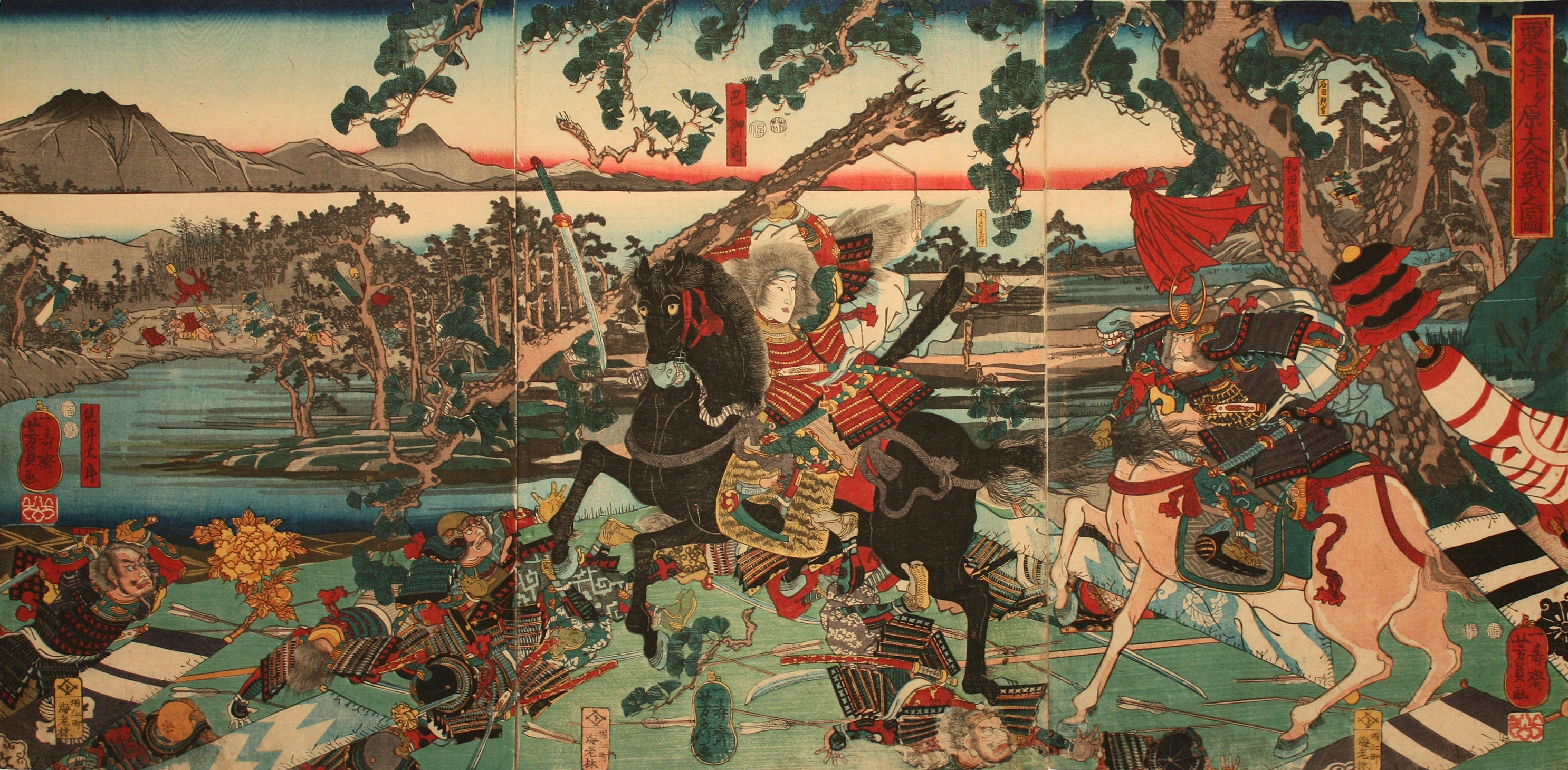
『粟津ヶ原大合戦之図』。粟津の戦いでの巴御前の浮世絵。
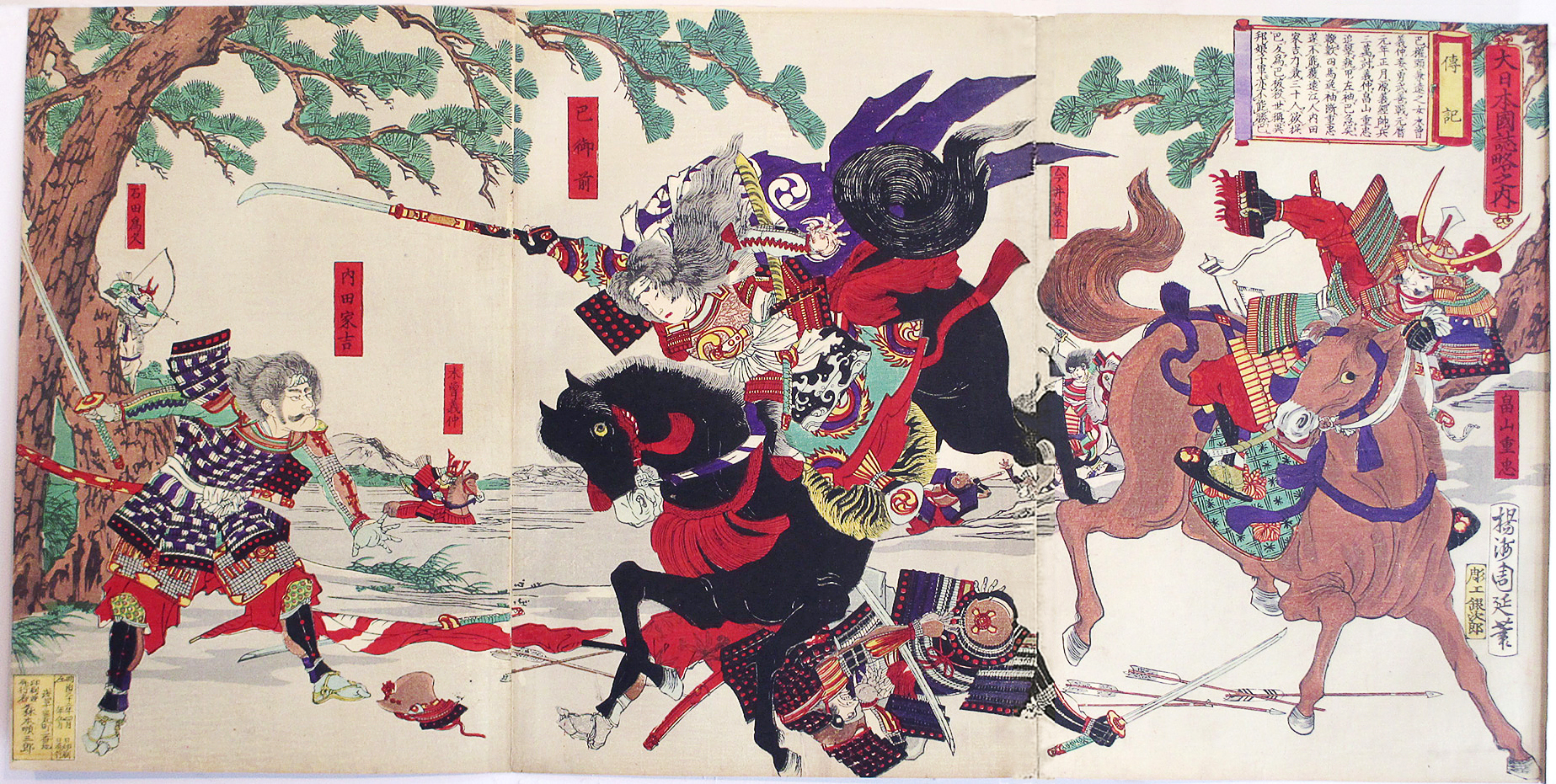
楊洲周延による、巴御前の木版画。1899年作。
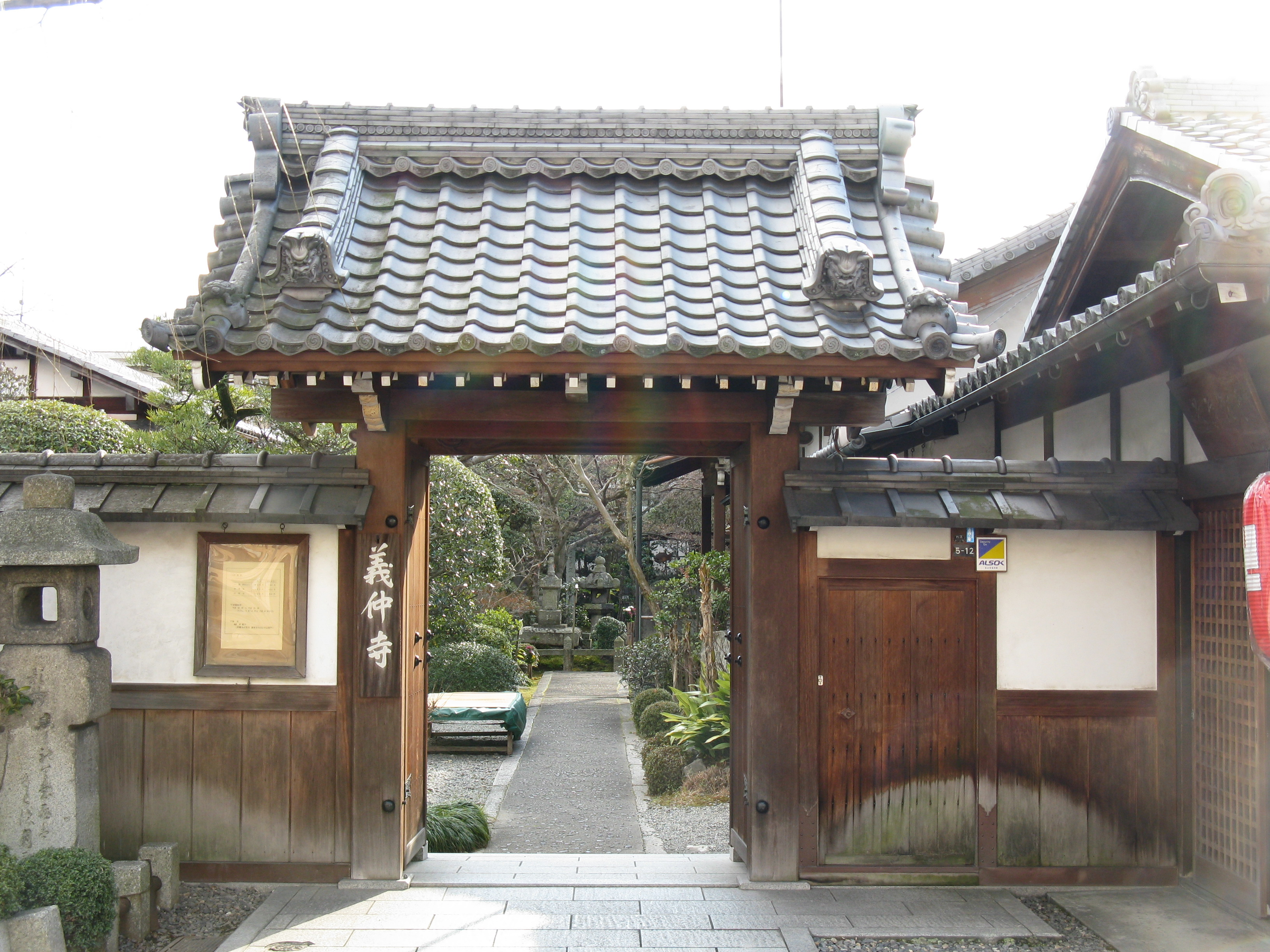
義仲最期の地近くにある義仲寺
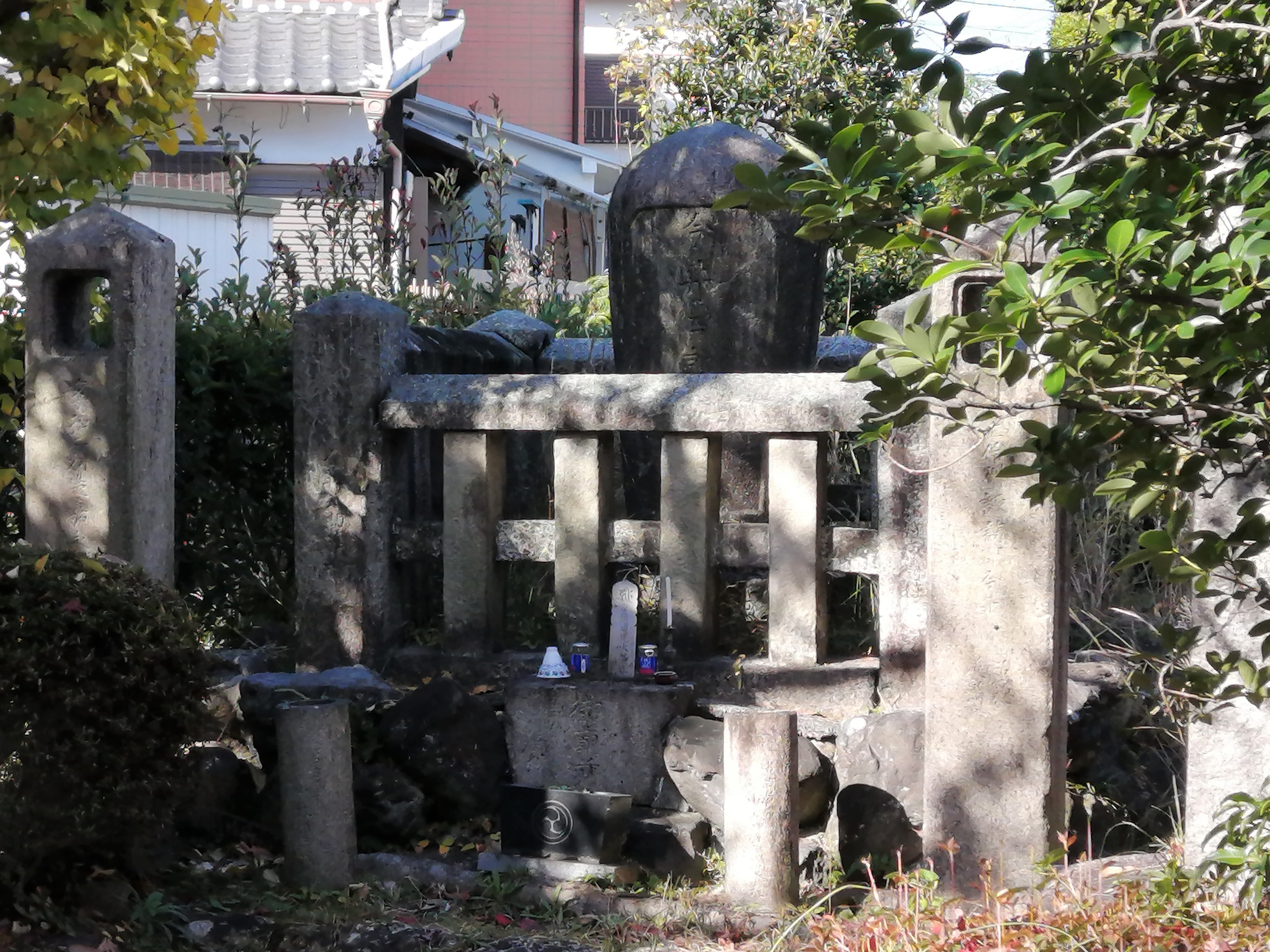
大津市晴嵐2丁目に所在する今井兼平の墓